# Дуга (радиолокационная станция)
«Дуга́» (5Н32) — советская загоризонтная радиолокационная станция для системы раннего обнаружения пусков межконтинентальных баллистических ракет методом загоризонтной радиолокации. Состоит из трёх частей: передающей позиции с передающей антенной, приёмной позиции с приёмной антенной, и системы «Круг» с круговой антенной, позволявшей оперативно переключать диаграмму направленности (пеленгатор).
Разработчик: московский научно-исследовательский радиотехнический институт дальней радиосвязи НИИ-37 (предприятие п/я Г-4273).
Были построены как минимум три станции такого типа, на данный момент сохранилась лишь приёмная позиция около города Припять на Украине.
- Экспериментальная установка Н-17 «Дуга-1» возле города Николаева УССР (47°02′28″ с. ш. 32°11′57″ в. д.HGЯO): главный конструктор — Ф. А. Кузьминский. Была закрыта и демонтирована в начале 2000-х годов.
- Станция «Дуга» «Объект 2999», гарнизон станции именовался Чернобыль-2 (51°18′19″ с. ш. 30°03′57″ в. д.HGЯO). Приёмная позиция станции в 10 км от Чернобыльской АЭС, передающая — около г. Любеч Черниговской обл. Станция была поставлена на опытное дежурство в 1979 году. Госиспытания после модернизации в 1985—1986 годах не прошла. Остановлена 26 апреля 1986 года в связи с аварией на ЧАЭС, после катастрофы на АЭС аппаратура перевезена на вторую станцию. Частично сохранилась до наших дней.
- Станция «Дуга» «Объект 1937» в пос. Большая Картель, рядом с Комсомольском-на-Амуре (50°23′07″ с. ш. 137°19′41″ в. д.HGЯO). Передающий центр находился рядом с п. ЗАТО Лиан-2 (50°53′34″ с. ш. 136°50′12″ в. д.HGЯO). В 1981 году поставлена на опытное, а 30 июня 1982 года — на боевое дежурство. Снята с боевого дежурства 14 ноября 1989 года в связи с пожаром на станции, не восстанавливалась в связи с изменениями правительственного курса внешнеполитической обстановки.

## Разработка
В соответствии с постановлением Правительства СССР от 15.11.1962 г. московскому институту дальней радиосвязи НИИ-37 была поручена разработка экспериментальной ЗГРЛС.
В 1964 году построена опытная ЗГРЛС Н-17 «Дуга-1» под Николаевом, на ней впервые обнаружены старты БР на дальности 3000 км. В 1965 году совместно с НИИ-2 исследовались возможности загоризонтного обнаружения кораблей и ПЛ по стартам БР. В соответствии с постановлением правительства СССР от 30.06.1965 года началась разработка сокращённого образца ЗГРЛС 5Н77 «Дуга-2» на «объекте 3065Н» под Николаевом. 29.09.1969 года задана разработка боевой ЗГРЛС «Дуга». В 1971 году разработан проект станции 5Н32. Постановлением Совета Министров СССР от 18.01.1972 года было задано строительство двух самых мощных в мире радиолокационных станций «Дуга» на территории УССР и на территории Хабаровского края.
За характерный звук в эфире, издаваемый при работе (похожий на стук дятла), получила название Russian Woodpecker (с англ. — «Русский дятел»).
- Конструкторы и разработчики: Ф. А. Кузьминский, Е. С. Штырен, В. А. Шамшин, Э. И. Шустов, В. П. Васюков, Г. Г. Бубнов.
- Проектный институт: НИИДАР (Научно-исследовательский институт дальней радиосвязи[3]), Конструкторское бюро Днепровское (КБ Д).
- Изготовители радиоэлектронной аппаратуры — Днепровский машиностроительный завод, Опытный завод НИИДАР, Гомельский радиозавод.
- К совершенствованию этих систем также причастен один из величайших радиолюбителей СССР Георгий Румянцев UA1DZ.

## Конструкция объекта Чернобыль-2
Трудно говорить о точных геометрических размерах ЗГРЛС. Данные общедоступных источников противоречивы и, вероятно, неточны.
Антенны построены по принципу фазированной антенной решётки. Поскольку одна антенна не могла перекрывать такую широкую полосу частот, весь диапазон разбит на два поддиапазона, и антенных решёток поставлено тоже две:
- Низкочастотная антенна: высота мачт от 135 до 150 метров, длина — от 300 до 500 метров[4]. На картах Google длина составляет 460 метров.
- Высокочастотная антенна: порядка 250 метров в длину и до 100 метров в высоту[4]. На картах длина — 230 метров.

При таких размерах объект виден почти с любого места Чернобыльской зоны отчуждения. Рядом находилась станция возвратно-наклонного зондирования ионосферы «Круг», которая предназначалась как вспомогательная к ЗГРЛС, а также для выработки текущей информации о прохождении радиоволн, состояния среды их прохождения, выбора оптимального частотного диапазона.
Передающие антенны также построены по принципу фазированной антенной решётки и были меньше и ниже, их высота составляла 85 метров. Радар работал в диапазоне частот 5—28 МГц.
ЗГРЛС в городке Чернобыль-2 предназначалась только для приёма сигнала; передающий центр находился рядом с селом Рассудово и к югу от города Любеч (Черниговская область), что в 60 км от Чернобыля-2 (51°38′15″ с. ш. 30°42′10″ в. д.).

## Строительство и эксплуатация

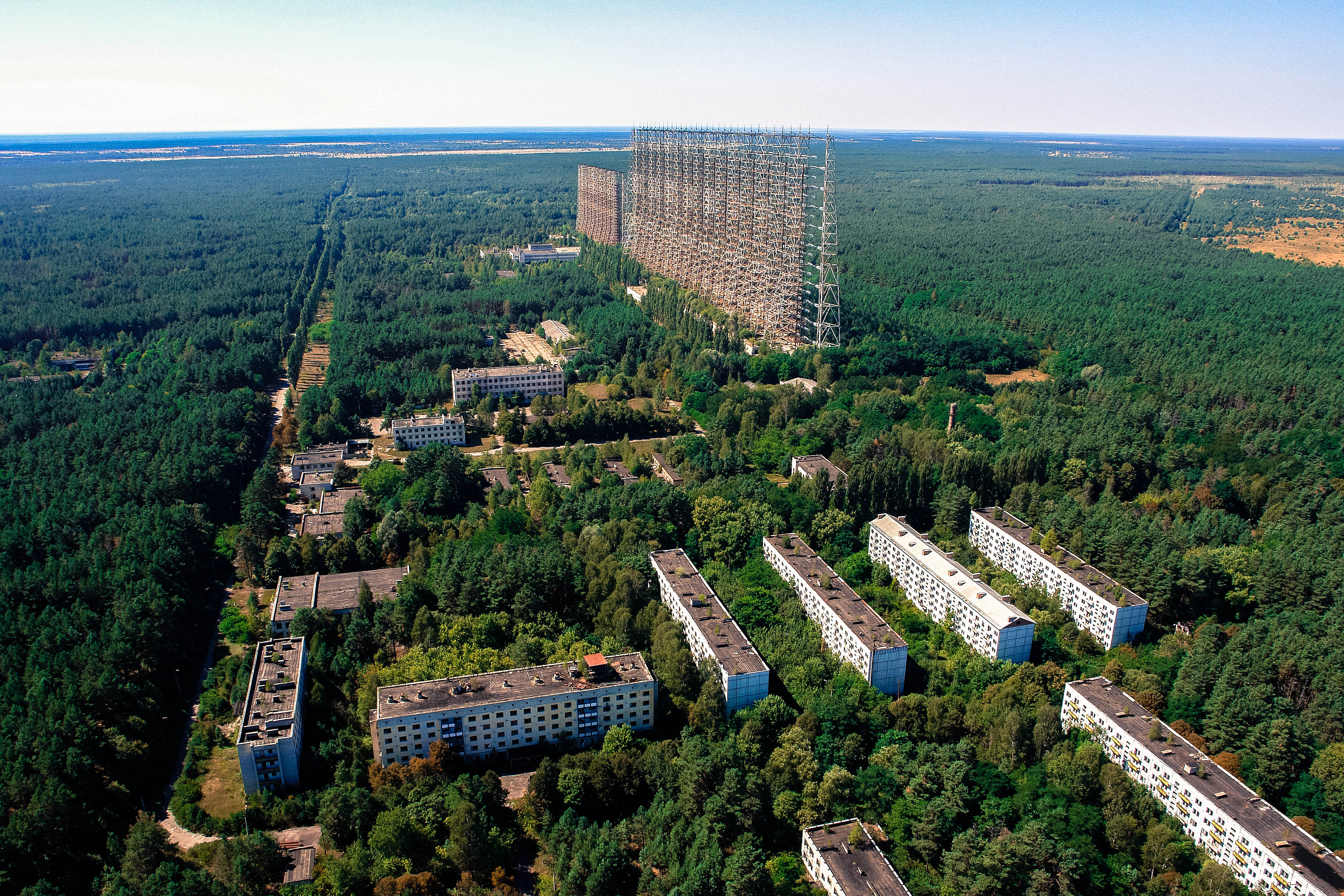
Вид с высоты на заброшенный военный городок Чернобыль-2 и ЗГРЛС «Дуга»

- Дата и место строительства первой ЗГРЛС: 1975 год, г. Комсомольск-на-Амуре.
- Первое опытное включение ЗГРЛС Чернобыль-2: 1980 год.

Возле радара, сооружённого неподалёку от города Чернобыль, был создан гарнизон, где жили военные и их семьи. В гарнизоне была расквартирована воинская часть дальней космической связи, которой командовал полковник Владимир Мусиец.
ЗГРЛС была принята на боевое дежурство ПВО СССР в 1985 году, а в 1986 году система была полностью модернизирована и начала проходить государственную приёмку. До модернизации использование ЗГРЛС было затруднительным, поскольку часть диапазона рабочих частот совпадала с частотой работы авиационных систем. После модернизации эта проблема совпадения рабочих частот ЗГРЛС с частотами гражданской авиации была решена. Однако после аварии на ЧАЭС в 1986 году объект Чернобыль-2 перестал нести боевое дежурство. Воинская часть, по данным Е. Шевченко, была расформирована в 1988 году.
Полное закрытие инфраструктуры города Чернобыль-2 было проведено не сразу: до 1987 года она была законсервирована. Но со временем стало понятно, что эксплуатировать её в условиях зоны отчуждения невозможно. Основные узлы системы ЗГРЛС были демонтированы и вывезены в Комсомольск-на-Амуре.
ЗГРЛС под Комсомольском: первый командир — А. В. Скорупский, гл. инженер станции — В. М. Каневский (затем командир части).